# Esther Seibt
Esther Seibt (auch Esther Niko und Esther Seibt-Engelmann; * 16. Dezember 1981 in Berlin) ist eine deutsche Schauspielerin, Sängerin, Autorin und systemischer Coach.

## Leben und Wirken
Esther Seibt wuchs in Berlin und Griechenland auf. Mit 8 Jahren begann sie in ihrer Freizeit mit dem Singen und Tanzen, regelmäßig Auftritte folgten.  1990 war sie erstmalig als Kindermoderatorin im TV zu sehen. Ihr Hobby zum Beruf machend folgten eine klassische Ballet, Jazz, und Modern Dance-, und eine klassische Opern- und Jazz Gesangsausbildung. Letztere schloss sie mit 23 Jahren ab. Ab Ende der 1990er Jahre trat sie in deutschen Fernsehserien auf. Bekannt wurde sie unter anderem durch die Rolle der Kerstin in der ARD-Reihe Unter weißen Segeln. Später wandte sie sich unter dem Künstlernamen Esther Niko verstärkt der Musik und dem Gesang zu. Zudem ist sie als freie Autorin u. a. für das BLONDE Magazin und als systemischer Coach, Coach nach der Bernhardt-Methode, Yoga- und therapeutischer Meditationstrainer, Hypnose-, Körpersprache- und Mikromimiktrainer ausgebildet und tätig.
Esther Seibt ist verheiratet als Esther Seibt-Engelmann und lebt mit ihrem Mann zwischen der Schweiz und Berlin.

## Filmografie (Auswahl)
- 1999: In aller Freundschaft (Fernsehserie, 1 Folge)
- 2000: Die Schule am See (Fernsehserie, 1 Folge)
- 2000: Stubbe – Von Fall zu Fall (Fernsehserie, 1 Folge)
- 2001: Tatort: Bienzle und der Todesschrei (Fernsehreihe)
- 2002: Die Rettungsflieger (Fernsehserie, 1 Folge)
- 2003: Für alle Fälle Stefanie (Fernsehserie, 1 Folge)
- 2003: Hans Christian Andersen: My Life as a Fairy Tale (Fernsehfilm)
- 2004: Der Bulle von Tölz (Fernsehserie, 1 Folge)
- 2005: Die Wache (Fernsehserie, 2 Folgen)
- 2005: Der Landarzt (Fernsehserie, 1 Folge)
- 2005: SOKO Wismar (Fernsehserie, 1 Folge)
- 2005: Inga Lindström – Sprung ins Glück (Fernsehfilm)
- 2006: Rosamunde Pilcher – Wo die Liebe begann (Fernsehfilm)
- 2004: Unter weißen Segeln – Urlaubsfahrt ins Glück (Fernsehfilm)
- 2004: Unter weißen Segeln – Kompass der Liebe (Fernsehfilm)
- 2005: Unter weißen Segeln – Abschiedsvorstellung (Fernsehfilm)
- 2006: Unter weißen Segeln – Frühlingsgefühle (Fernsehfilm)
- 2006: Unter weißen Segeln – Träume am Horizont (Fernsehfilm)
- 2008: Der Baader Meinhof Komplex
- 2008: Rosannas Tochter (Fernsehfilm)
- 2011: Gottes mächtige Dienerin (Fernsehfilm)
- 2013: Einfach die Wahrheit (Fernsehfilm)
- 2014: Deutsches Fleisch (Zeichentrickserie, 8 Folgen)

## Diskografie
- What If... (2014)